# Ignac Voljč
Ignac Voljč, s psevdonimom Fric, slovenski komunist in narodni heroj, * 4. avgust 1904, Vrhnika, † 4. april 1944, padel v boju v bližini Trobelj.
Osnovno šolo je obiskoval med letoma 1910 in 1916 na Vrhniki, kasneje pa se je v Gornjem Logatcu izučil za kovača. Do leta 1930 je bil zaposlen kot kovač pri svojem mojstru, nato pa je odprl svojo delavnico v Cerknici. Leta 1932 je na Vrhniki vstopil v KPJ in postal komunistični zaupnik za Notranjsko. Leta 1933 so ga aretirali in ga na t. i. »notranjskem procesu« obsodili na 4 leta zaporne kazni v Sremski Mitrovici. Leta 1937 je bil izpuščen. Po vrnitvi v Slovenijo je leta 1938 postal voznik avtobusa v Ljubljani. Po izbruhu druge svetovne vojne je začel med šoferji organizirati prevažanje komunistične literature po Notranjskem. Že spomladi 1941 se je vključil v NOB kot politični aktivist. Sodeloval je z OF pri organizaciji odpora na Notranjskem in Dolenjskem. Poleti 1941 je postal sekretar rajonskega komiteja KPS za Loško dolino, spomladi 1942 pa je bil premeščen na območje Velikih Lašč. Tam je bil organizator in vodja ilegalne tehnike v Kališčah. Oktobra istega leta je postal sekretar okrožnega odbora OF in član okrožnega komiteja KPS Ribnica-Velike Lašče. Od julija 1943 do novembra 1943 je bil sekretar okrožnega komiteja KPS Vrhnika.
Oktobra 1943 se je udeležil Zbora odposlancev v Kočevju. Novembra 1943 je postal član okrožnega komiteja KPS za Notranjsko. CK KPS ga je nato februarja 1944 imenoval za sekretarja oblastnega komiteja KPS za Štajersko, kjer je nato deloval do aprila 1944, ko je padel v spopadu z nemškimi enotami.
Za narodnega heroja je bil proglašen 27. novembra 1953.